# Sorbiers (Loire)
Sorbiers ist eine französische Stadt mit 8071 Einwohnern (Stand: 1. Januar 2022) im Département Loire in der Region Auvergne-Rhône-Alpes südwestlich von Lyon. Die Gemeinde gehört zum Arrondissement Saint-Étienne und ist Teil des Kantons Sorbiers. Die Einwohner der Gemeinde bezeichnen sich als Sorbéran(ne)s.

## Geografie
Sorbiers liegt etwa neun Kilometer nordöstlich von Saint-Étienne. Durch den Ort fließt der Onzon, der über den Furan zur Loire entwässert.
Umgeben wird Sorbiers von den Nachbargemeinden Fontanès im Norden, Saint-Christo-en-Jarez im Nordosten, Saint-Chamond im Osten, Saint-Jean-Bonnefonds und La Talaudière im Süden, La Tour-en-Jarez im Westen und Saint-Héand im Nordwesten.
Die Gemeinde liegt am Rande des Regionalen Naturparks Pilat und ist mit diesem als Zugangsort assoziiert.

## Geschichte
Erstmals urkundlich erwähnt wird die Kirche von Sorber im Jahre 984 als Besitztum der Kirche von Lyon.

## Bevölkerungsentwicklung
| Jahr                       | 1962 | 1968 | 1975 | 1982 | 1990 | 1999 | 2006 | 2017 |
| -------------------------- | ---- | ---- | ---- | ---- | ---- | ---- | ---- | ---- |
| Einwohner                  | 2638 | 3648 | 5464 | 6424 | 7101 | 7399 | 7556 | 7933 |
| Quellen: Cassini und INSEE |      |      |      |      |      |      |      |      |

## Sehenswürdigkeiten

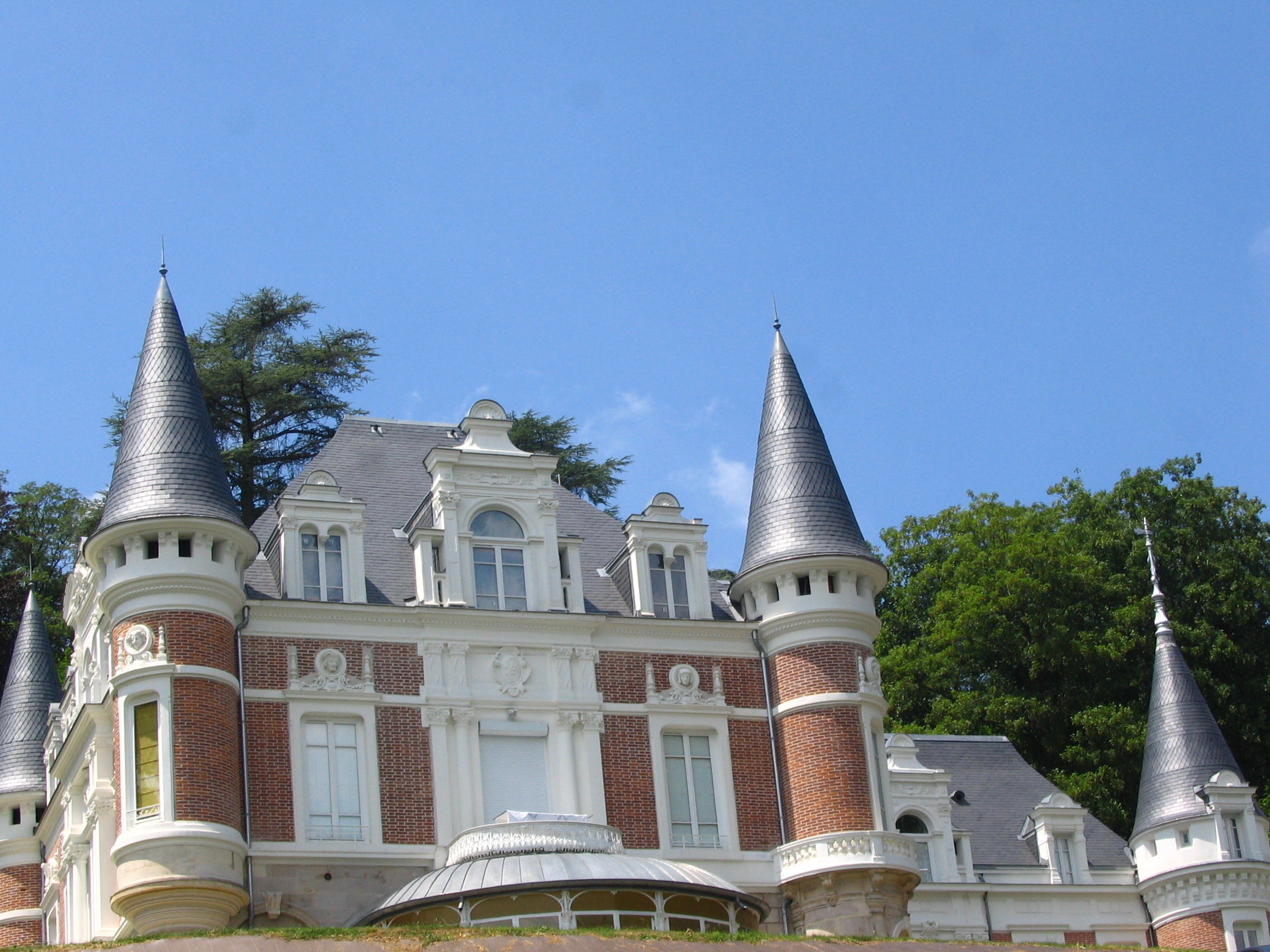
Château de Valjoly

- Château de Valjoly

## Gemeindepartnerschaften
Partnerschaften unterhält Sorbiers mit den Gemeinden:
- Senj, Gespanschaft Lika-Senj, Kroatien
- Novi Ligure, Provinz Alessandria (Piemont), Italien